# Footlights
Footlights [futlaits] („Světla ramp“), plným názvem The Cambridge Footlights, je tradiční komediální divadelní klub studentů univerzity v Cambridgi. Funguje kontinuálně od roku 1883 a je tak jedním z nejstarších takových divadel v Británii.
Na přelomu 50. a 60. let 20. století se Footlights stalo ohniskem tzv. Satire Boomu, rozmachu satirického přístupu v britské skečové komedii, jehož protagonisty byli Peter Cook nebo David Frost. V následujících dekádách odsud vzešla celá řada předních britských komiků, jako John Cleese, Graham Chapman, Eric Idle (budoucí členové skupiny Monty Python), později Hugh Laurie, Stephen Fry nebo Emma Thompsonová, z dalších generací např. Richard Ayoade. Divadlem prošel i Douglas Adams, Jonathan Lynn (autor seriálu Jistě, pane ministře) a dokonce se ho účastnil i budoucí král Karel III., který koncem 60. let studoval na Trinity College.
Klub byl po dlouhá léta výlučně mužskou záležitostí; jednou z prvních žen, které byly přijaty na scénu, byla koncem 50. let Eleanor Bron. První „plnoprávnou“ členkou Footlights se roku 1964 stala Germaine Greer. Od té doby se účast žen stala postupně standardem.

## Galerie předsedů klubu

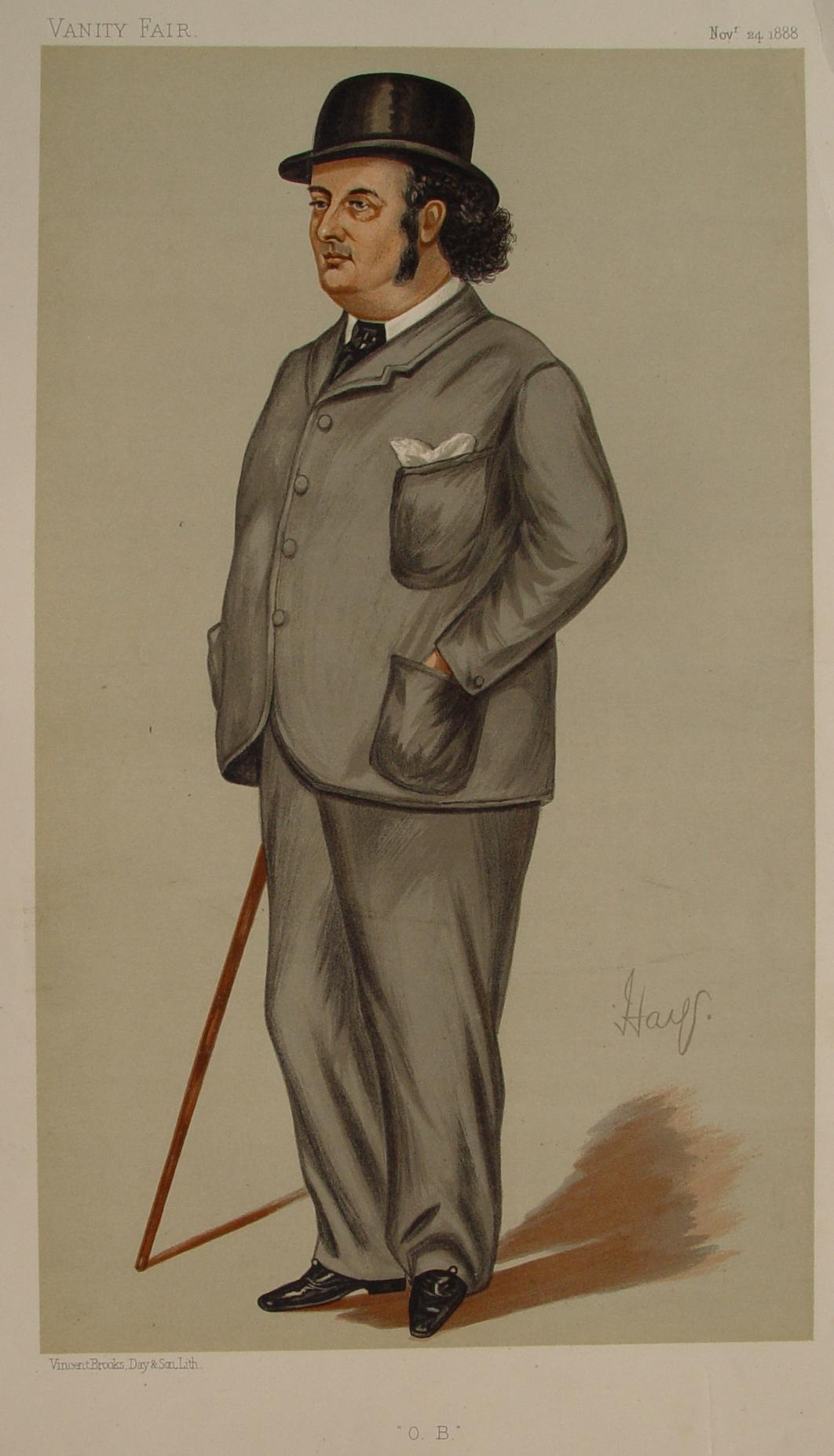
Oscar Browning, historik a bonviván, čtyřnásobný předseda klubu v letech 1890–1896
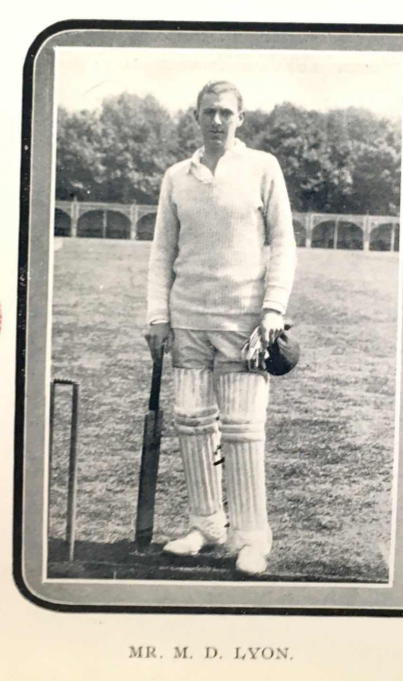
Malcolm „Dar“ Lyon, hráč kriketu a právník, předseda klubu 1921–1923
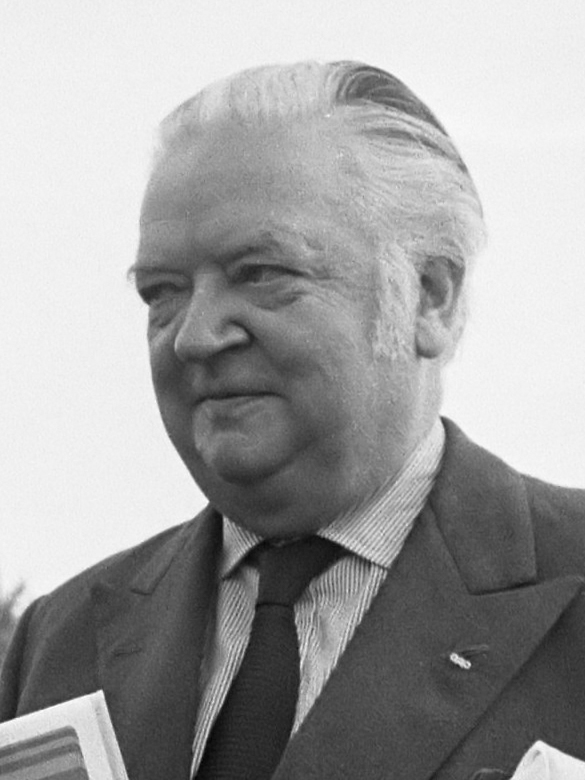
Lord Killanin, prezident klubu 1934–1935
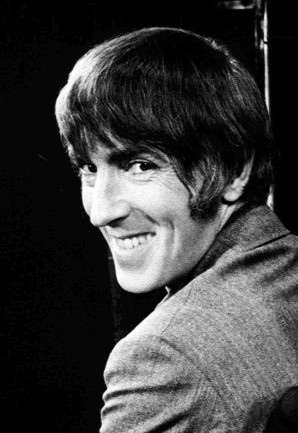
Peter Cook, prezident 1960–1961
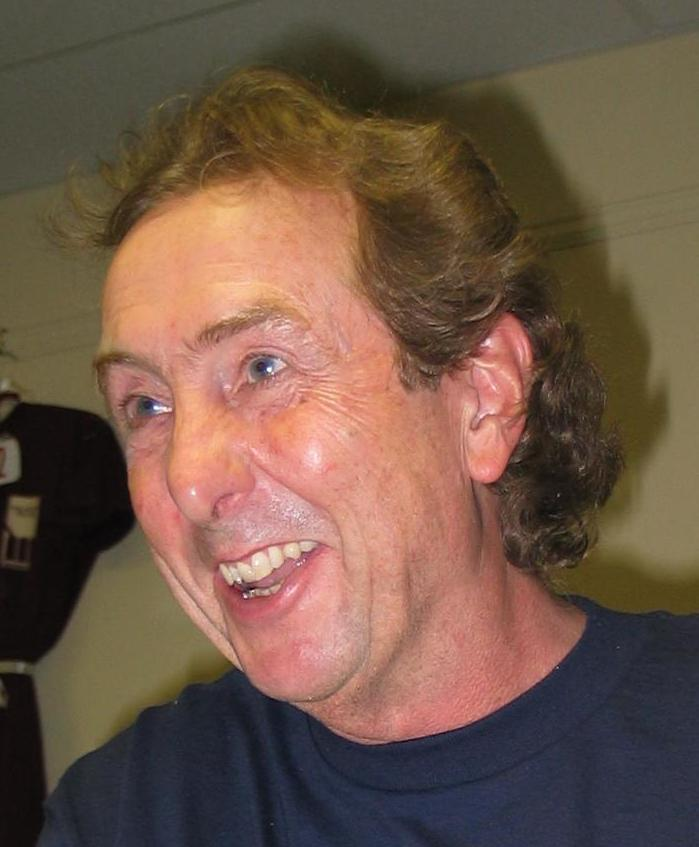
Eric Idle, prezident 1965–1966
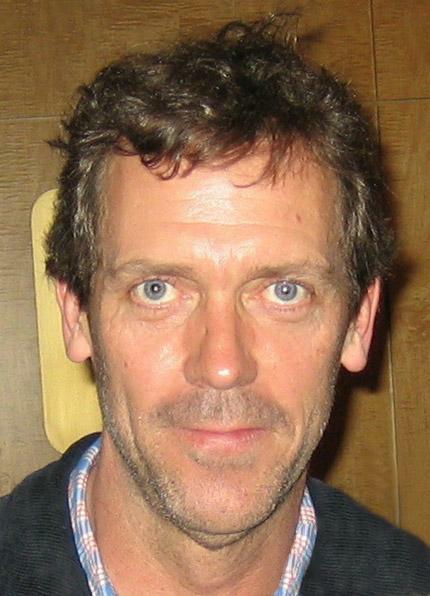
Hugh Laurie, prezident 1981–1982
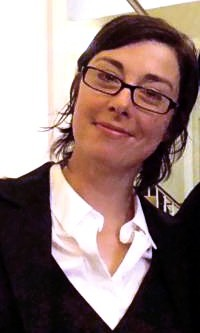
Sue Perkinsová, herečka, moderátorka a spisovatelka, prezidentka 1991–1992
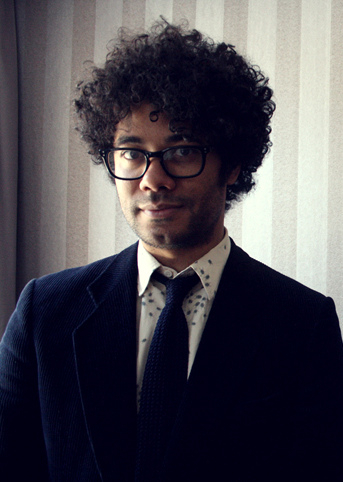
Richard Ayoade, prezident 1998–1999